# Rio Dârmocsa
O Rio Dârmocsa é um rio da Romênia, afluente do Ţibău, localizado no distrito de Suceava.